# Гінгем (переписна місцевість, Массачусетс)
Гінгем (англ. Hingham) — переписна місцевість (CDP) в США, в окрузі Плімут штату Массачусетс. Населення — 5979 осіб (2020).

## Географія
Гінгем розташований за координатами 42°13′59″ пн. ш. 70°53′22″ зх. д. / 42.23306° пн. ш. 70.88944° зх. д. (42.233136, -70.889526).  За даними Бюро перепису населення США в 2010 році переписна місцевість мала площу 8,18 км², з яких 8,02 км² — суходіл та 0,17 км² — водойми.

## Демографія
Згідно з переписом 2010 року, у переписній місцевості мешкало 5650 осіб у 2035 домогосподарствах у складі 1520 родин. Густота населення становила 690 осіб/км².  Було 2114 помешкання (258/км²).
Расовий склад населення:
| - 96,8 % — білих - 1,0 % — азіатів - 0,3 % — чорних або афроамериканців - 0,2 % — корінних американців |

До двох чи більше рас належало 1,4 %. Частка іспаномовних становила 1,0 % від усіх жителів.
За віковим діапазоном населення розподілялося таким чином: 30,9 % — особи молодші 18 років, 54,7 % — особи у віці 18—64 років, 14,4 % — особи у віці 65 років та старші. Медіана віку мешканця становила 41,6 року. На 100 осіб жіночої статі у переписній місцевості припадало 90,2 чоловіків;  на 100 жінок у віці від 18 років та старших — 86,7 чоловіків також старших 18 років.
Середній дохід на одне домашнє господарство  становив 183 946 доларів США (медіана — 128 452), а середній дохід на одну сім'ю — 224 854 долари (медіана — 161 715). Медіана доходів становила 110 781 долар для чоловіків та 62 042 долари для жінок. За межею бідності перебувало 3,5 % осіб, у тому числі 4,8 % дітей у віці до 18 років та 4,2 % осіб у віці 65 років та старших.
Цивільне працевлаштоване населення становило 2707 осіб. Основні галузі зайнятості: освіта, охорона здоров'я та соціальна допомога — 23,5 %, фінанси, страхування та нерухомість — 18,7 %, науковці, спеціалісти, менеджери — 17,2 %.